# 약장

3D 그림

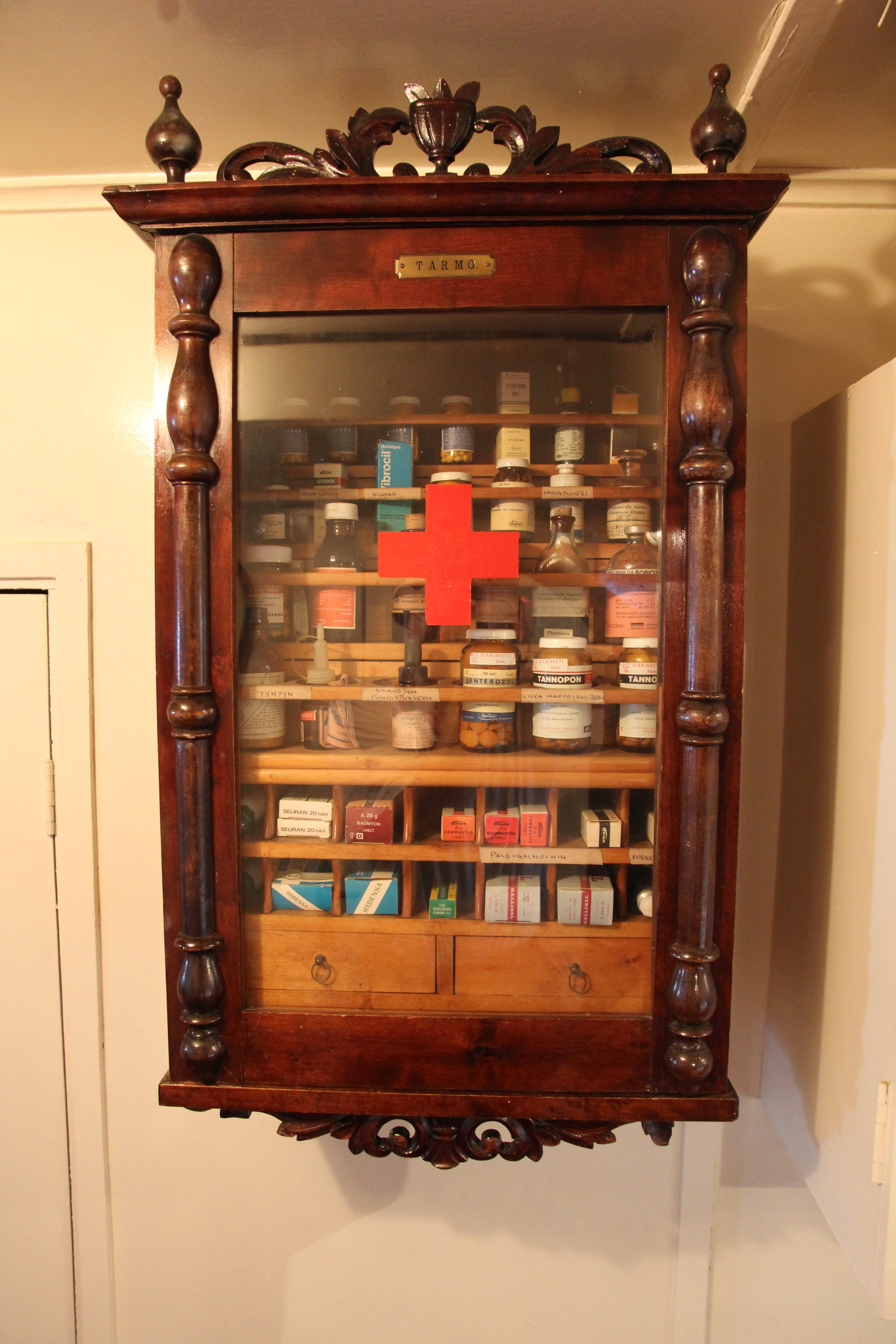
사진

약장(藥欌)은 약품과 그 밖의 위생제품들을 보관하기 위해 사용하는 캐비넷이다. 어린이들이 접근하지 못하도록 충분히 높은 곳에 배치하는 경우가 있다. 약장의 위치는 자유로우며 예를 들면 공방, 욕실, 복도에서 볼 수 있다.

## 접근
많은 약품은 다량으로 섭취하거나 잘못 사용하면 위험할 수 있으며, 특히 어린이의 오용을 방지하기 위해 약장은 일반적으로 성인만 접근할 수 있도록 바닥보다 충분히 높은 곳에 설치된다. 약장에는 자물쇠가 달려 있어 성인과 어린이 모두의 접근이 제한되는 경우가 많다. 약장을 잠그는 것의 단점은 캐비닛이 잠겨 있고 그 내용물이 긴급하게 필요한 경우이다. 따라서 구급 상자는 잠글 수 있는 약품 캐비닛 외부에 별도로 보관해야 한다.

## 같이 보기
- 선반 (가구)